# 野割齒喉盤魚
野割齒喉盤魚，為輻鰭魚綱鱸形目喉盤魚亞目喉盤魚科的其中一種，被IUCN列為次級保育類動物，分布於中東太平洋的Revillagigedo群島海域，屬底棲性魚類。